# Резолюция 24 на Съвета за сигурност на ООН
Резолюция 24 на Съвета за сигурност на ООН, приета на 30 април 1947, постановява, че молбата на Унгария за членство в ООН трябва да бъде представена на Комисията за приемане на нови членове за разглеждане и докладване пред Съвета в разумни срокове.
Резолюцията е приета с мнозинство от 10 гласа, като представителят на Австралия гласува въздържал се.